# Deutscher Fußball Verband der DDR
La Federación de Fútbol de la RDA (en alemán: Deutscher Fußball Verband der DDR, conocida por sus siglas DFV) fue el ente rector del fútbol en Alemania Oriental, entre los años 1948 y 1990. Su sede principal estaba ubicada en Berlín.

## Historia
El fútbol en la RDA era un deporte amateur, por lo cual obtuvo importantes resultados a nivel olímpico, donde no se permitían jugadores profesionales, logrando la medalla de bronce en Tokio 1964, en cuarto lugar en Múnich 1972, la medalla de oro en Montreal 1976 y la medalla de plata en Moscú 1980.
Durante su existencia, organizaba nueve competencias oficiales entre los meses de agosto y junio, siendo la más importante la Liga, que comenzó a disputarse la temporada 1949-1950. En las 44 ediciones de la Liga (incluyendo la disputada en 1990-1991), se mantuvo invariablemente el mismo formato con 14 clubes. En el año 1948 se inició la disputa de la Copa, la que no se jugó en las temporadas 1951, 1953 y 1961.
Hacia 1982 la DFV contaba con 4.981 clubes, 557.055 jugadores inscritos, y 18.067 árbitros. La única presentación en Copas Mundiales de Alemania Democrática fue en Alemania 1974, donde derrotó por 1:0 a Alemania Federal, en el grupo que compartían además con Chile y Australia. En dicho torneo logró pasar a la segunda fase de grupos, enfrentando a Países Bajos, Argentina y Brasil.